# Bartramia didymocarpa
Bartramia didymocarpa är en bladmossart som beskrevs av W. P. Schimper och C. Müller 1897. Bartramia didymocarpa ingår i släktet äppelmossor, och familjen Bartramiaceae. Inga underarter finns listade i Catalogue of Life.